# Pod wulkanem (film 2024)
Pod wulkanem – polski dramat filmowy z 2024 roku w reżyserii Damiana Kocura, na podstawie scenariusza napisanego wraz z Martą Konarzewską. Zbiorowym bohaterem filmu jest rodzina Ukraińców, którzy planują wrócić z wakacji na Teneryfie, lecz w wyniku nagłej agresji rosyjskiej na Ukrainę w 2022 roku tracą możliwość powrotu do kraju i z dnia na dzień otrzymują status uchodźców.
Pod wulkanem zebrał mieszane oceny krytyków. Dawid Dudko z portalu Onet określił dzieło Kocura i Konarzewskiej jako „film o wojnie bez wojny”; chwalono „malarskie” zdjęcia Nikity Kuzmienki oraz „skupienie się na tym, jak wojna oddziałuje na patchworkową rodzinę, która sypie się na naszych oczach”; porównywano też film do Strefy interesów Jonathana Glazera oraz utworów Rubena Östlunda. 
Pojawiały się jednak również głosy określające film jako opowieść "niekompletna, niepełna i niesatysfakcjonująca", "sterylną, [...] szlachetną, ale pozbawioną prawdziwych emocji i autentycznego bólu" oraz film, w którym trudno znaleźć "coś więcej niż szlachetne politykowanie".
Choć film został zignorowany na Festiwalu Polskich Filmów Fabularnych (statuetkę zdobyła tylko debiutująca Sofia Berezowska), był wyświetlany w Toronto i został zgłoszony do rywalizacji o Oscara dla najlepszego filmu międzynarodowego, ale nie znalazł się na skróconej liście 15 tytułów, z których wyłoniono nominowanych.